# Gare de Drammen
La gare de Drammen est une gare ferroviaire norvégienne des lignes de Drammen, du Vestfold et du Sørland. Elle se situe dans le centre-ville de Drammen.

## Situation ferroviaire
Située au (PK) 52,86 et à 2,2 m d'altitude, la gare est un des nœuds ferroviaires les plus importants de Norvège. La gare est à la fois desservie par des trains locaux, des trains moyenne distance, des trains longue distance (Stavanger, Bergen) mais aussi par le Flytoget reliant Drammen à l'aéroport d'Oslo Gardermoen,.

## Histoire

### Point de départ de lignes historiques
La gare de Drammen a été mise en service le 15 novembre 1866 lors de la mise en service d'un premier tronçon de la ligne de Randsfjord. Puis Drammen a été un terminus de la ligne de Drammen (1872) avant d'être un terminus de la ligne du Vestfold (1881).

### Bâtiments
Le premier bâtiment est l'oeuvre de l'architecte Georg Bull. Le bâtiment a été construit en 1863 soit trois ans avant la mise en service de la gare. Le bâtiment ne comptait alors qu'un seul étage. En 1926, un second étage est créé, dans le respect du style et de la symétrie du bâtiment.
Le second bâtiment, construit en 1977 est l'œuvre des architectes Aasmund Dahl et Arne Henriksen.
À partir de 2005, de nombreux travaux sont menés : modernisation des quais, ajout de nouvelles voies, mise en place de nouvelle signalisation, sécurité. Ainsi, à partir de 2009 le Flytoget peut-il aller jusqu'à Drammen.
Une fois cette période de modernisation terminée, des travaux sur les bâtiments sont menés, entre autres pour l'accessibilité des personnes à mobilité réduite qui était quasiment nulle avant. Ils vont durer de septembre 2010 à juin 2011 pour un coût d'environ 60 millions de couronnes (environ 6,5 millions d'euros).

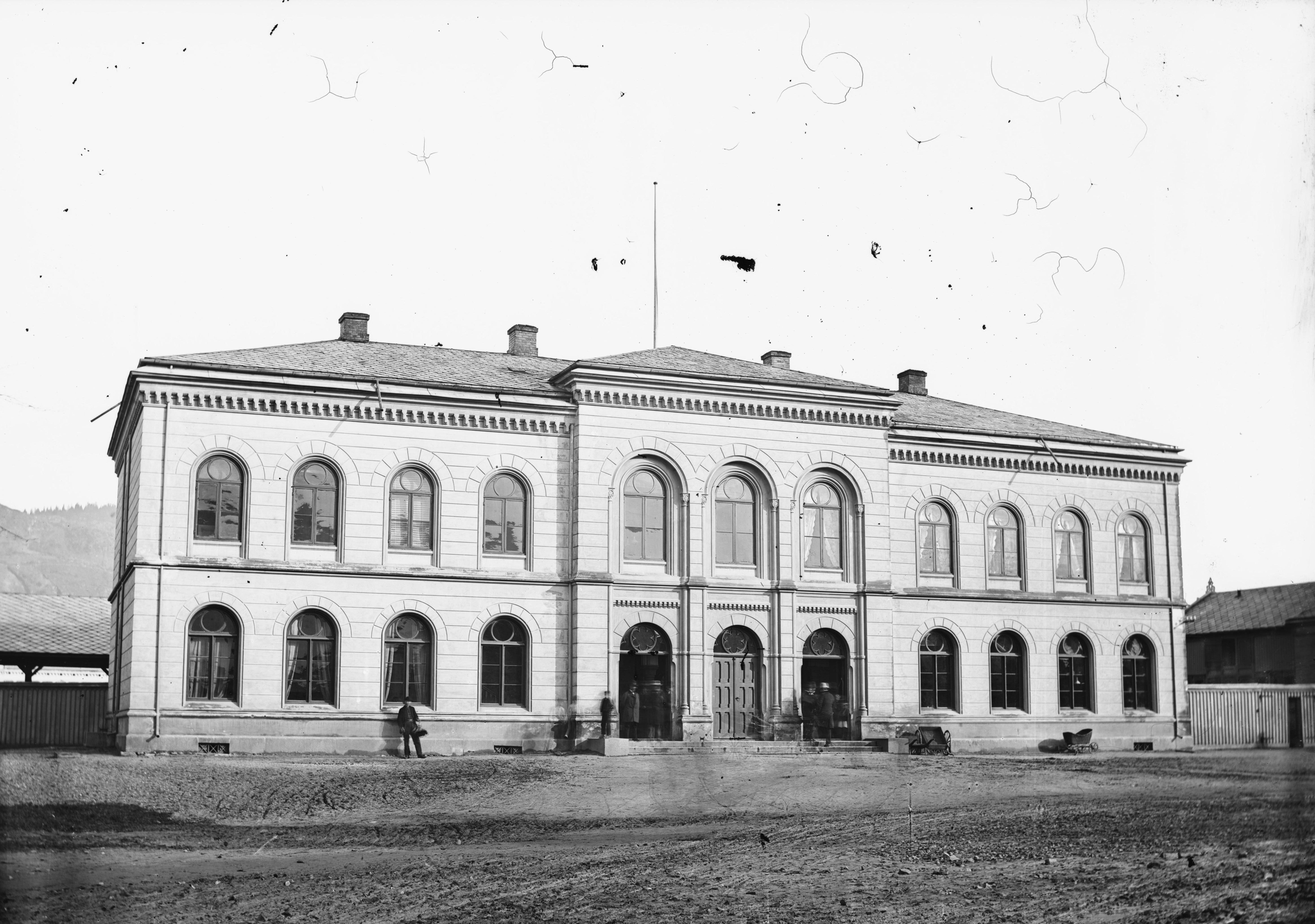
Le premier bâtiment à un seul étage.
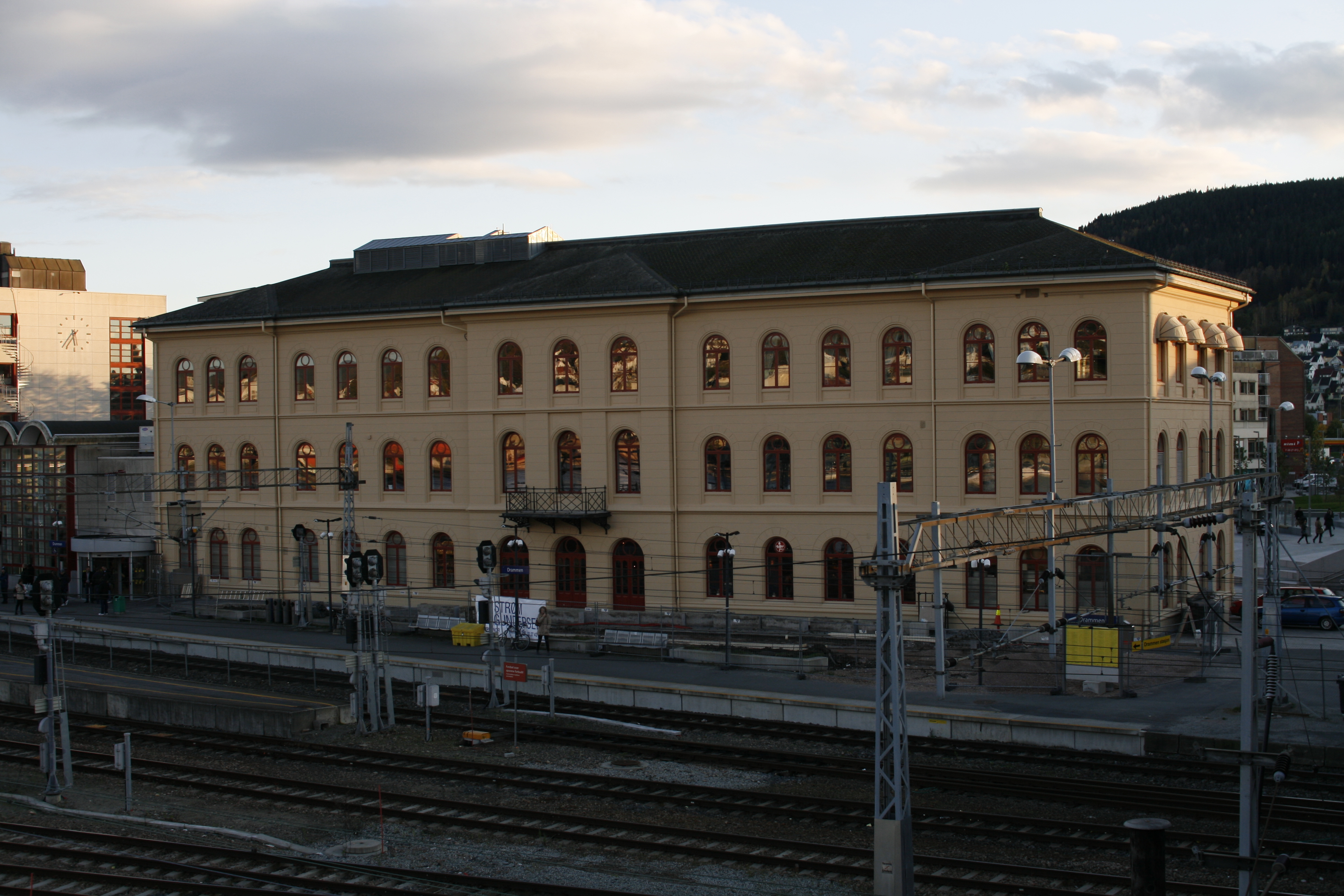
Le premier bâtiment à deux étages.
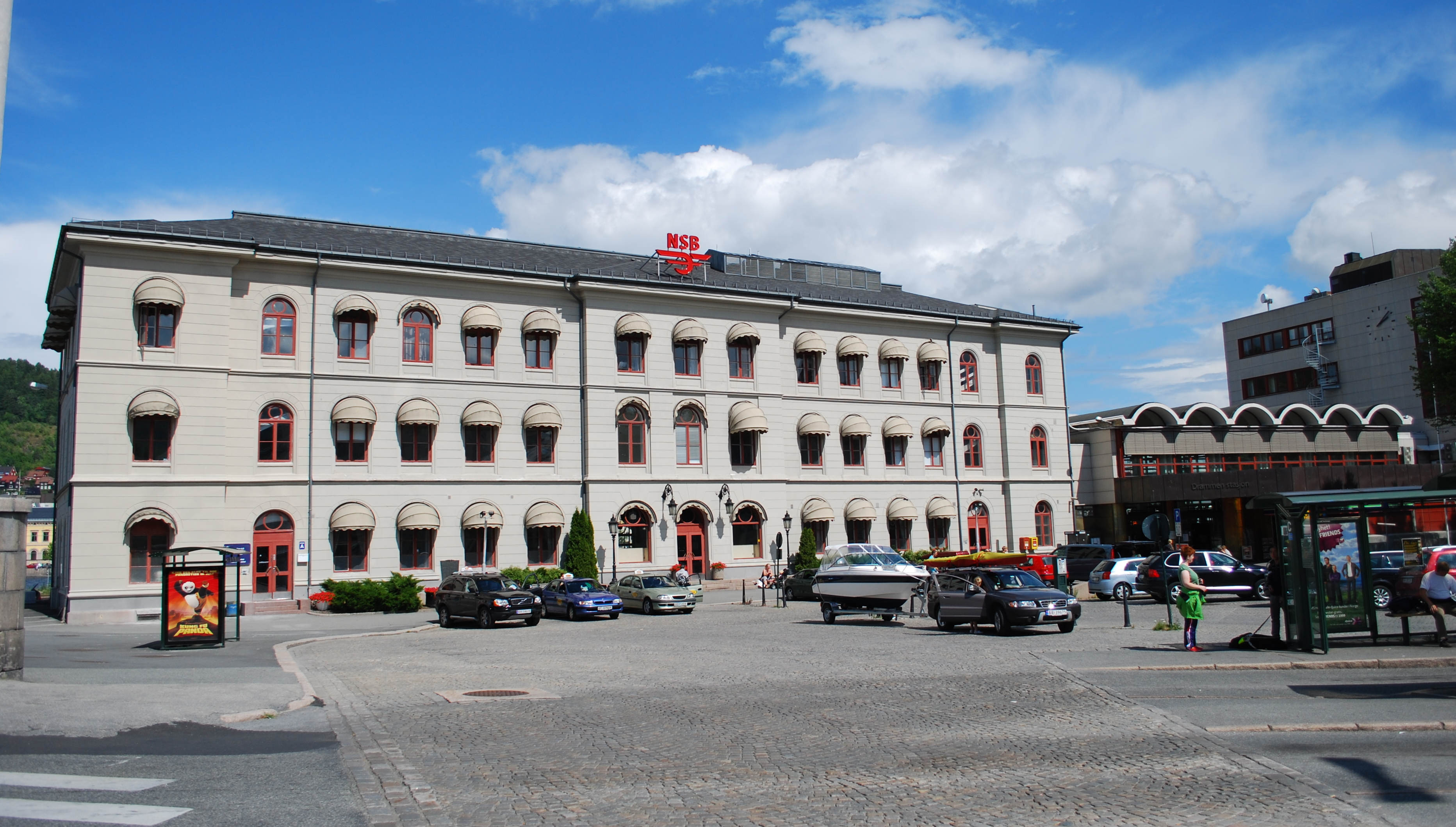
Le premier bâtiment est sur la gauche, le second sur la droite.

### Accident ferroviaire de 1923
Le 5 juillet 1923, un train en provenance d'Eidanger devait arriver en gare de Drammer à 17 h 45. Juste avant que le train n'entre en gare , le conducteur a remarqué que quelque chose n'allait pas. Le train était composé de la locomotive, du tender, d'un wagon postal, d'un wagon de marchandise et de cinq voitures de voyageurs. Une pièce s'est détachée de la locomotive et bien que la vitesse n'excédait pas les 25 km/h, la locomotive a déraillé et a été projetée à 5-6 mètres de la voie et les quatre derniers wagons se sont renversés. Le bilan a été de quatre morts et de dix-huit blessés.

## Service des voyageurs

### Accueil
La gare a un parking de 331 places dont 3 pour les personnes à mobilité réduite.
La salle d'attente et ouverte tout le temps où il y a des trains. Il y a également des aubettes sur les quais. La vente des billets se fait par automates. Une partie des automates ne vend des billets que pour le Flytoget, l'autre partie des automates est réservée aux autres trains.
Pour les personnes à mobilité réduite, en plus des habituels rampes et ascenseurs, il existe un service personnalisé d'aide.
On trouve également dans la gare un grand kiosque où il est possible de manger, des consignes pour les bagages et des magasins de location de voiture.

### Desserte
La gare est desservie par des trains longues distances, moyennes distances et des trains locaux. Elle est d'ailleurs un des terminus de deux des lignes moyennes distances et d'une des lignes locales.
Longue distance :
- 41 : Oslo-Bergen
- 50 : Oslo-Stavanger

Moyenne distance :
- F2 : Drammen-Oslo-Aéroport d'Oslo
- R10 : Drammen-Oslo-Lillehammer
- R11 : Skien-Oslo-Eidsvoll

Trafic local :
- L12 : Kongsberg-Oslo-Eidsvoll
- L13 : Drammen-Oslo-Dal

### Intermodalités
Une station de taxi se trouve à la sortie de la gare.
Un arrêt de bus pour les bus locaux se trouve devant la gare. La gare routière se trouve sinon à une centaine de mètres à l'ouest de la gare.
L'aéroport d'Oslo-Gardermoen est desservi par le Flytoget (ligne F2) à raison d'un départ toutes les vingt minutes.